# Verwaltungsgericht Kassel

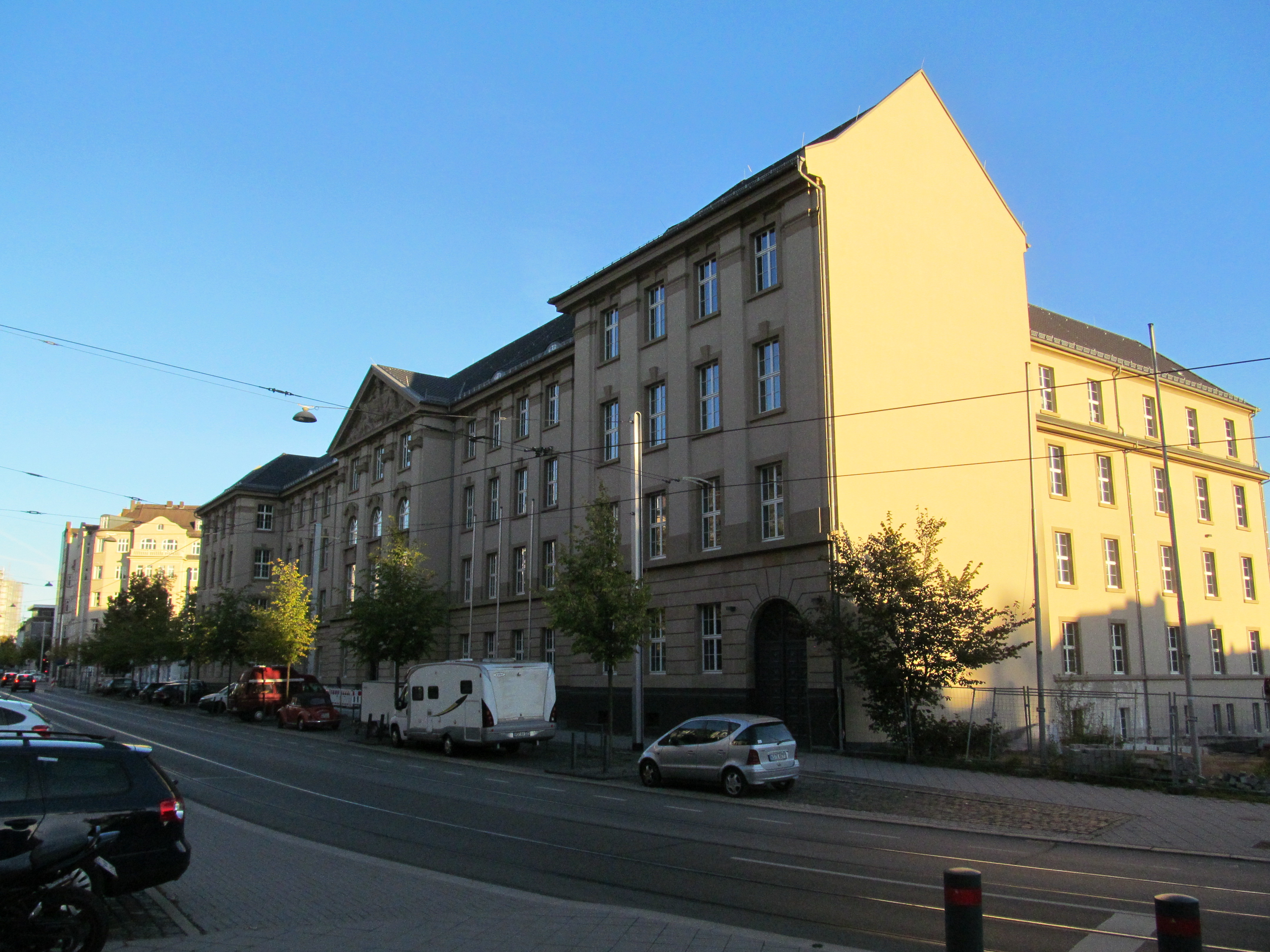
Verwaltungsgericht Kassel im Fachgerichtszentrum

Das Verwaltungsgericht Kassel ist eines von fünf erstinstanzlichen Gerichten der Verwaltungsgerichtsbarkeit in Hessen und hat seinen Sitz in Kassel.

## Gerichtsbezirk
Der Gerichtsbezirk umfasst die Stadt Kassel und die Landkreise Kassel, Fulda, Hersfeld-Rotenburg, Schwalm-Eder-Kreis, Waldeck-Frankenberg und Werra-Meißner-Kreis.

## Instanzenzug
Das Gericht ist dem Hessischen Verwaltungsgerichtshof mit Sitz ebenfalls in Kassel untergeordnet. Diesem übergeordnet ist das Bundesverwaltungsgericht in Leipzig.

## Geschichte und Gerichtsgebäude

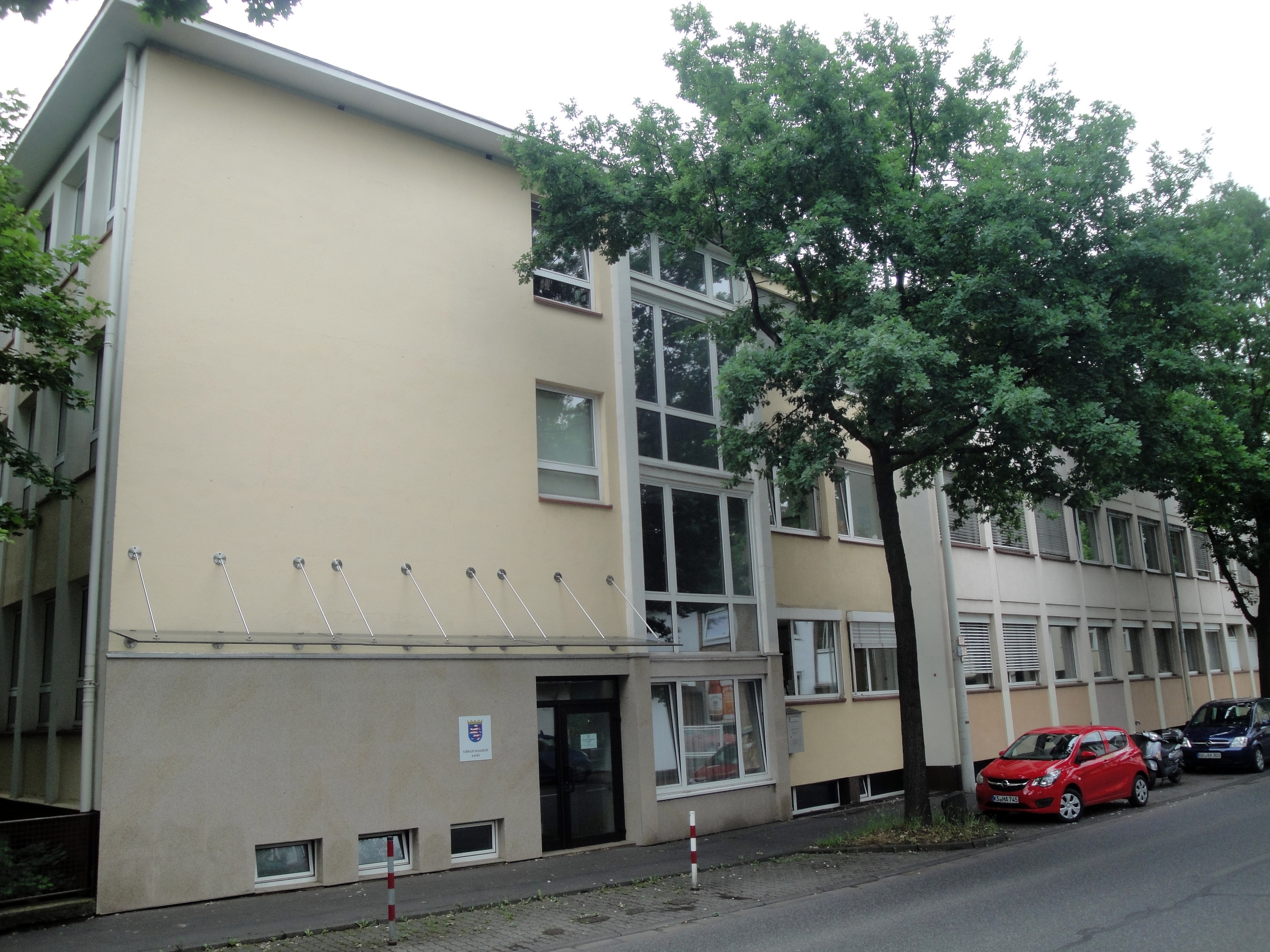
Verwaltungsgericht Kassel (bis 2018)

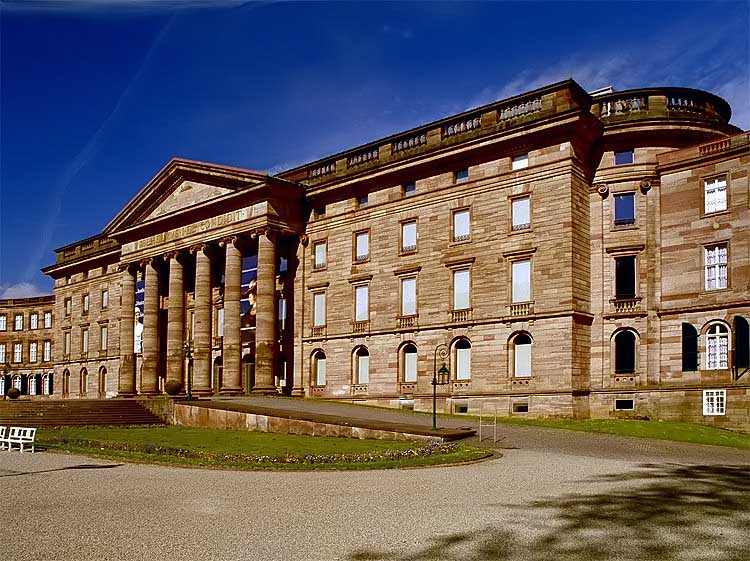
Schloss Wilhelmshöhe

Das Verwaltungsgericht Kassel wurde auf Grund des Kontrollratsgesetzes Nr. 36 am 16. Juni 1946 gegründet. Da die Innenstadt Kassel nach dem Zweiten Weltkrieg größtenteils zerstört war, wurde das Verwaltungsgericht zunächst gemeinsam mit dem Hessischen Verwaltungsgerichtshof und dem Regierungspräsidenten im Schloss Wilhelmshöhe eingerichtet. Am 1. Dezember 1950 zog das Gericht um in Block A der ehemaligen kaiserlichen Jägerkaserne nahe der Frankfurter Straße. Der Umzug wurde nötig, weil der größer werdende Verwaltungsgerichtshof mehr Räume im Schloss beanspruchte und der Neubau des für beide Gerichte vorgesehenen Gebäudes noch nicht fertiggestellt war.
Am 22. Dezember 1952 zog das Verwaltungsgericht mit dem Verwaltungsgerichtshof in das zwischenzeitlich fertiggestellte Gebäude am Brüder-Grimm-Platz. Zunächst belegten beide zusammen nur den rechten Flügel des Neubaus nebst Torwachtgebäude, der linke Flügel beherbergte das staatliche Hochbauamt und die Kassenprüfung. Mit der Vergrößerung der Verwaltungsgerichtsbarkeit wurde schließlich das gesamte Gebäude beansprucht, mit Ausbildung der 3. Kammer wurde auch das gegenüberliegende Torwachthaus bezogen und Ende der 1970er Jahre die Remise auf dem Hof des Gerichts. Mit Bildung der 5. Kammer wurde eine Kammer in die Friedrichsstraße ausgelagert, und die Schaffung der 6. Kammer führte zur Auslagerung zweier weiterer Kammern in das Gebäude Königstor 1a.
Am 1. Dezember 1986 zog das Verwaltungsgericht schließlich vollständig in die Tischbeinstraße 32, da der Verwaltungsgerichtshof ebenfalls wachsenden Raumbedarf hatte und die räumliche Zersplitterung des Verwaltungsgerichts sich für die Arbeitsabläufe als ungünstig erwies.
Seit November 2018 befindet sich das Verwaltungsgericht wieder mit dem Verwaltungsgerichtshof unter einem Dach im neuen Fachgerichtszentrum Goethestraße im Stadtteil Vorderer Westen.

## Präsidenten
- 1946–?
- 1996?–2004 Felizitas Fertig[3]
- 2004–2005 Johannes Remmel[3][4]
- 2005–2009
- 2009–2012 Lutz Schröder[5]
- 2012–2015 Volker Igstadt[6][7]
- 2016–2018 Uwe Steinberg[7][8]
- 2019–2024 Werner Gerhard Bodenbender[8][9]
- seit 2025 Dr. Daniel Brauer[10]